# Видавець програмного забезпечення
Видавець програмного забезпечення (англ. Software publisher) — це видавнича компанія в галузі програмного забезпечення між розробником та розповсюджувачем. У деяких компаніях дві або всі три ці ролі можуть поєднуватися (і справді, вони можуть проживати в одній особі, особливо у випадку умовно-умовної програми).
Видавці програмного забезпечення часто ліцензують програмне забезпечення від оригінальних авторів-розробників з певними обмеженнями, наприклад, обмеженням часу або географічним регіоном для розгляду роялті. Умови ліцензування дуже різняться і, як правило, є секретними.
Автори-розробники можуть використовувати видавців для досягнення більших або закордонних ринків. Зазвичай видавництво несе більшу частину витрат на вихід на ці ринки. Натомість вони сплачують розробнику домовлену виплату роялті.
Обов'язки видавця можуть сильно відрізнятися залежно від домовленості сторін. Обов'язки можуть включати:
- Переклад мовних елементів на місцеву мову
- Нарощування попиту на програмне забезпечення на місцевому ринку
- Виробництво та дизайн програмних продуктів у коробці
- Технічна підтримка продукту на місцевому рівні
- Реклама на місцевому ринку - це включає створення реклами, а також оплату її показу
- Розвивайте безліч каналів продажів, щоб охопити найбільшу аудиторію
- Просувати програмне забезпечення для кінцевих споживачів

Видавці можуть також використовувати розробників для створення програмного забезпечення для задоволення потреб ринку, визначених видавцем.
Код Бюро статистики праці для видавців програмного забезпечення — 511200.